# Sophie Guillemin

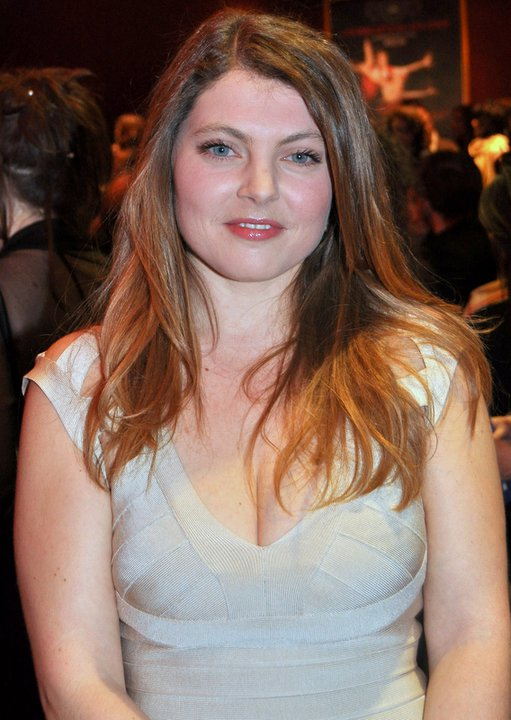
Sophie Guillemin (2011)

Sophie Guillemin (* 1. Dezember 1977 in Paris, Frankreich) ist eine französische Schauspielerin.

## Leben
Nach ihrem Abitur 1996 arbeitete Sophie Guillemin in mehreren Gelegenheitsjobs, darunter auch in Disneyland Paris. Während der Arbeit als Kellnerin wurde sie von dem französischen Filmemacher Cédric Kahn für sein Liebesdrama Meine Heldin entdeckt. Sie verkörperte die Figur Cécilia an der Seite von Charles Berling und Arielle Dombasle in dem 1998 erschienenen Kinofilm. Dafür wurde sie bei der Verleihung des französischen Filmpreis César 1999 als Beste Nachwuchsdarstellerin nominiert. Eine weitere Nominierung in der gleichen Kategorie folgte beim César 2001 für ihre Darstellung in Harry meint es gut mit dir.
Guillemin ist Mutter einer Tochter. Sie konvertierte 1999 zum Islam und weigerte sich zeitweilig, Nacktszenen zu drehen. Sie trug zeitweise ein Kopftuch, was sowohl in ihrem Umfeld als auch in der Filmbranche heftige Reaktionen auslöste.

## Filmografie (Auswahl)
- 1998: Meine Heldin (L’ennui)
- 2000: Harry meint es gut mit dir (Harry, un ami qui vous veut du bien)
- 2000: On fait comme on a dit
- 2000: Ça ira mieux demain
- 2001: Du côté des filles
- 2002: Wahnsinnig verliebt (À la folie … pas du tout!)
- 2005: L’Avion – Das Zauberflugzeug (L’avion)
- 2009: Un chat un chat
- 2009: Der Pflichtverteidiger (Commis d’office)
- 2009: Gamines
- 2009: La petite Lilia
- 2010: Das Labyrinth der Wörter (La tête en friche)
- 2012: Profiling Paris (Profilage, Fernsehserie, Folge 3x01)
- 2016–2017: Glacé – Ein eiskalter Fund (Glacé, Fernsehserie, 6 Folgen)
- 2019: Souviens-toi de nous (Fernsehfilm)
- 2019: Jamais sans toi, Louna (Fernsehfilm)
- 2020: H24 (Fernsehserie, 7 Folgen)
- 2021: On n’efface pas les souvenirs (Fernsehfilm)
- 2021: Sans toi
- 2022: Les enfants des justes (Fernsehfilm)
- 2023: L’île rouge
- 2023: Monsieur le maire
- 2024: Vivre, mourir, renaître
- 2024: Juliette im Frühling (Juliette au printemps)
- 2024: Les malvenus (Fernsehfilm)
- 2024: Bolero
- 2024: Wenn der Herbst naht (Quand vient l’automne)
- 2024: Jouer avec le feu
- 2024: Je le jure
- 2025: Vie privée

## Auszeichnung (Auswahl)
- César 1999: Nominierung als Beste Nachwuchsdarstellerin für Meine Heldin
- César 2001: Nominierung als Beste Nachwuchsdarstellerin für Harry meint es gut mit dir